# Heinrich Auf der Maur
Heinrich Auf der Maur (* 6. Januar 1904 in Luzern; † 7. März 1992 in Luzern) war ein Schweizer Architekt.

## Leben
Nach der Matura an der Kantonsschule Luzern studierte Heinrich Auf der Maur Architektur an der ETH Zürich und erhielt sein Diplom 1929 an der TH Stuttgart bei Paul Bonatz. In der Schweiz war er danach für Armin Meili in Luzern tätig und im Basler Stadtplanbüro bei Arnold Schumacher. Von 1930 bis 1935 arbeitete er im Büro für Spitalbau des Luzerner Kantonsbaumeisters und so entstanden seine ersten grossen Bauten im Rahmen der Erweiterung des Luzerner Kantonsspitals. 1936 gründete er sein eigenes Büro, das bis 1977 bestand, zuletzt zeitweise in Zusammenarbeit mit Georges Burch. Auf der Maur war Mitglied beim BSA (Bund Schweizer Architekten) und beim Schweizer Werkbund. Im SIA (Schweizer Ingenieur- und Architektenverein) gehörte er 1941 zu den Mitbegründern der Regionalplanungsgruppe der Sektion Waldstätte und war engagiert als Preisrichter bei vielen Wettbewerben.
Die Stuttgarter Weissenhofsiedlung, deren Entstehen Auf der Maur während des Studiums verfolgen konnte, prägte ihn nach eigenen Aussagen für sein ganzes Arbeitsleben. So gehören die nach der Rückkehr in die Schweiz entstandenen Gebäude für das Luzerner Kantonsspital, v. a. das Pathologische Institut, zu den wichtigen Beispielen des Neuen Bauens in der Schweiz. Auch seine späten Werke, die Instituts- und Klostergebäude in Baldegg und Hertenstein, sind strenge, klar gegliederte und sorgfältig gestaltete Baukörper. In Luzern musste er sein ursprünglich radikales Projekt für die Überbauung Sentihof auf Druck von Stadt und Generalunternehmer stark abändern und auf einen Beton- und Glasbau in der Altstadt nach Protesten und Demonstrationen sogar verzichten. Andere Werke, wie die Luzerner Siedlung Gartenheim oder das mittlerweile abgebrochene Schulhaus Staffeln sind ebenso sorgfältig gestaltet, aber entsprechend dem Stil der Nachkriegszeit unauffälliger und mit verputzten Fassaden und Ziegeldächern versehen, ebenso wie sein eigenes Haus in Küssnacht, das jedoch einige Beachtung fand. Mehrere seiner Bauten stehen unter Schutz.

## Bauten
- Luzern, Pathologisches Institut des Kantonsspitals, 1930–33
- Luzern, Fernheizung Kantonsspital (mit W. Schmidli), 1931
- Luzern, Medizin II Kantonsspital (mit H. Klapproth), 1934
- Luzern, Haus Kohler, Kreuzbuchstrasse, 1934–36
- Luzern, Pfarrhaus St. Karl, 1937
- Meggen, Haus Scheidt, Lerchenbühl, 1939
- Luzern, Haus Hafner-Moy, Kreuzbuchstrasse, 1939
- Luzern, Umbau Haus Auf der Maur, Mühlenplatz, 1939
- Luzern, Betriebsgebäude Schweizerische Post (mit A. Boyer und H. Schaad), Tribschen, 1943 (Erweiterung 1966)
- Luzern, Siedlung Gartenheim (16 Doppeleinfamilienhäuser), 1945–47
- Luzern, Siedlung Löchlimatt (35 Einfamilienhäuser), 1947
- Meggen, Umbau St. Charles Hall, 1947
- Luzern, Überbauung Merkur, Tribschenstrasse (6 Mehrfamilienhäuser), 1. Etappe 1947–48, 2. Etappe 1948–50
- Luzern, Umbau Hotel Gotthard, Bahnhofplatz, um 1950
- Luzern, Wohnhaus, Hitzlisbergstrasse, um 1950
- Reussbühl, Schulhaus Staffeln, 1952–1962 (2 Etappen, 2018 Abbruch wegen Schadstoffbelastung)
- Baldegg, Erweiterung Töchterinstitut, 1953 und sog. Südbau, 1962
- Luzern, Überbauung Sentihof (297 Wohnungen), Luzern, 1953–54 (Ausführung gegenüber der Planung stark verändert)
- Luzern, Geschäftszeile Bundesstrasse/Himmelrichstrasse, 1954
- Luzern, Geschäfts- und Wohnhaus Bleicherhof, Bundesstrasse (mit A. Boyer), 1954
- Luzern, Geschäftshaus am Weinmarkt (mit F. Hodel), 1955
- Küssnacht Haus Auf der Maur-Kohler, Kleinbreitfeld, 1956
- Küssnacht Strandbad, 1957
- Gersau, Turnhallen- und Saalbau, 1959
- Luzern, Leszinskihaus (nicht ausgeführt), 1960
- Luzern Reussbühl, Mehrfamilienhaus, Heiterweid, 1960
- Küssnacht, Kantonalbankgebäude, 1962
- Hochdorf, Kindergarten und Übungsschule Junkernwald, 1963
- St. Moritz, Hallen- und Freibad Hotel Kulm (mit A. Losego u. W. Hunziker), 1964
- Hertenstein, Institut und Kirche Stella Matutina, 1964
- Ettiswil, Benediktinerinnenkloster und Altersheim Sonnbühl (mit A. Glanzmann, B. Luginbühl), 1967–70
- Hochdorf, Pfarreiheim, 1970–72
- Kerns, Gemeindehaus, 1976

## Städtebau
- Luzern, Studie Kasernenplatz, 1941
- Luzern, Wohnhaustypen in billiger Preislage (mit A. Zeyer, M. Raeber, 4 Entwürfe in 4 Quartieren, 3. Preis), 1942
- Littau, Bebauungsplan Udelboden (mit A. Mozzatti), 1947–51

## Wettbewerbe
- Schwyz, Spital (4. Preis), 1933
- Luzern, Gewerbe- und Frauenarbeitsschule (3. Preis), 1941
- Luzern, Zentralbibliothek (nicht prämiert), 1945
- Ingenbohl-Brunnen, Schulhaus (mit A. Losego, 4. Preis), 1960
- Küssnacht, Altersheim (4. Preis), 1965
- Emmenbrücke, Kirchgemeindezentrum Bruder Klaus (mit B. Luginbühl, A. Glanzmann, G. Burch, 4. Preis), 1967